# Matteson
Matteson é uma aldeia localizada no estado americano de Illinois, no Condado de Cook e Condado de Will.

## Demografia
Segundo o censo americano de 2000, a sua população era de 12.928 habitantes.
Em 2006, foi estimada uma população de 16.446, um aumento de 3518 (27.2%).

## Geografia
De acordo com o United States Census Bureau tem uma área de 18,7 km², dos quais 18,5 km² cobertos por terra e 0,2 km² cobertos por água.

## Localidades na vizinhança
O diagrama seguinte representa as localidades num raio de 8 km ao redor de Matteson.